# Sumayhan Al-Nabit
Sumayhan Al-Nabit (Baqaa, 27 de marzo de 1996) es un futbolista saudita que juega en la demarcación de delantero para el Al-Ahli Saudi FC de la Liga Profesional Saudí.

## Selección nacional
Tras jugar en las categorías inferiores de la selección, finalmente hizo su debut con la selección de fútbol de Arabia Saudita en un partido de la Copa de Naciones del Golfo de 2023 contra Yemen que finalizó con un resultado de 0-2 a favor del combinado saudita tras un gol de Musab Al-Juwayr y otro del propio Al-Nabit.

## Clubes
| Club             | País           | Año       | Partidos | Goles |
| ---------------- | -------------- | --------- | -------- | ----- |
| Ohod Club        | Arabia Saudita | 2017-2019 | 8        | 0     |
| Abha Club        | Arabia Saudita | 2019-2020 | 19       | 2     |
| Al Taawoun FC    | Arabia Saudita | 2020-2023 | 102      | 15    |
| Al-Ahli Saudi FC | Arabia Saudita | 2023-     | 50       | 5     |